# 将軍家
将軍家（しょうぐんけ）は、日本の中世において、征夷大将軍または近衛府大将に叙任された武家の棟梁が、政権を樹立する際に公家の家政制度に倣って創始したものである。自身、および世襲を確立した際には嫡子を始めとする家族と、家政機関である政所を含んだ。
最初にこの概念が導入されたのは、源頼朝が右近衛大将に叙任されたことにより、従来自身の主従関係をこれに当てはめたものである。頼朝とその家臣団である御家人が朝廷からの自治の確立のために称された。後に、頼朝自身が征夷大将軍に就任し、その子である源頼家および実朝へと征夷大将軍の世襲がおこなわれるようになった。そして、頼朝の職名である「征夷大将軍家」「前右大将家」の略である「将軍家」の称が確立される。
また、源実朝が征夷大将軍兼帯で右大臣に就任したことにより、征夷大将軍が大臣に就任することが可能となった。鎌倉時代においては、摂家将軍・皇族将軍らは将軍職を辞した後も大臣には就任しなかった。再び将軍が大臣に就任したのは、室町時代に入り右近衛大将を任じられた足利義満の、内大臣就任からである。
室町時代には、征夷大将軍に対しては将軍家という呼び方より公方（くぼう）という呼び方が用いられる。江戸時代には御三家・御三卿や将軍庶子に対する将軍の嫡子に対して用いられた。
将軍家は武家政権の時代を通じて、日本の統治者の一族としての役割を担った。勅令により任命されたが、武家政権の確立期には天皇家を凌ぐ威勢を誇った。形式上は朝廷の臣下であったが、実際には諸外国からも王家としての待遇を受けるのが通例であった。